# 増子女王
増子女王（ますこじょおう、正徳元年10月19日（1711年11月28日） - 享保18年10月3日（1733年11月9日））は、江戸幕府第9代将軍・徳川家重の将軍世子時代の御簾中（正室）。伏見宮邦永親王の第4王女。幼称は比宮（なみのみや）。院号は證明院（しょうめいいん）。諱には培子と記されたものもある。家重の父・徳川吉宗の紀州藩主時代の御簾中だった理子女王は叔母にあたる。

## 来歴
享保16年（1731年）12月15日に家重と婚姻し、江戸城西御丸に入って「御簾中様」と呼ばれた。この際の婚礼は盛大であり、増子女王の江戸下向に際しては同年4月に諸国に伝えられ、「道途の邸宅大門は閉ざし、傍門は建寄置べし、長屋は窓蓋に及ばず、うちより戸を建置べし」（『徳川実紀』）とあり、5月7日に増子女王の到着にあたっては、「道路市店の招聘、商もの等、常のままになしをくべし、婦女は嵂店にありてくるしからず、されどつつしみてあるべし、男子は出べからず」（『徳川実紀』）とある。
享保17年（1732年）には家重と船で隅田川を遊覧した。
享保18年（1733年）に懐妊したものの、9月11日（あるいは12日）に早産となり、生まれた子はまもなく死去、増子も産後の肥立ちが悪く10月3日に23歳で死去した。寛永寺に葬られ、従二位が追贈された。戒名は證明院智岸真恵大姉。
家重はその後、2度と正室を迎えることはなかった。

## 関連作品
NHK大河ドラマ
- 八代将軍吉宗（1995年） - 演：畠田理恵

民放テレビドラマ
- 大奥（1968年、関西テレビ） - 演：佐々木愛
- 影の軍団Ⅱ（1981年、関西テレビ） - 演：賀田裕子

漫画
- 大奥 - よしながふみ